# عبدالسلام رحیموف
عبدالسلام رحیموف (۹ نوامبر ۱۹۱۷–۵ ژانویه ۱۹۹۹ (۸۱ سالگی)) بازیگر اهل کشور اتحاد جماهیر شوروی (تاجیکستان) بود. از فیلم‌هایی که وی در آنها بازی کرده می‌توان به فیلم رستم و سهراب اشاره نمود.